# Jardín Botánico de la Universidad de Joensuu
El Jardín Botánico de la Universidad de Finlandia Oriental, Joensuu Campus (en finés Itä-Suomen yliopiston kasvitieteellinen puutarha, Joensuun kampus, o simplemente Botania), es un jardín botánico localizado en las afueras de Joensuu, Finlandia, gestionado por la Universidad de Joensuu = Universidad de Finlandia Oriental, Joensuu Campus. Tiene exposición al aire libre de unas 3 hectáreas, varios invernaderos y el Arboretum en formación con unas 73 hectáreas. Es miembro del BGCI, y su código de identificación internacional como institución botánica, así como las siglas de su herbario es JOENS.

## Localización
Se llega a su entrada principal por Heinäpurontie 70, Joensuu (Linnunlahti).
Itä-Suomen yliopiston kasvitieteellinen puutarha, Box 111, Joensuu, Pohjois Karjala, FIN-80101 Suomen Tasavalta-Finlandia.62°44′00″N 30°09′00″E / 62.73333, 30.15000

## Historia
Fue creado en 1985.
Su director actual es Elina Oksanen y el conservador Markku A. Huttunen.

## Colecciones
Casi todas las plantas que se cultivan en este jardín son de semillas de intercambio con unos 900 jardines en 113 países de todo el mundo.
- Los invernaderos

Las colecciones de los invernaderos se encuentran en unos 570 m² e intentan recrear cinco regiones bioclimáticas : tropical, subtropical con lluvias en verano, subtropical con lluvias en invierno, templada y desierto. En concordancia, el invernadero tiene cinco divisiones que se nombran como, 'Annona', 'Camellia', 'Eucalyptus', 'Araucaria', y 'Opuntia'. En total hay cultivadas unas 900 especies. Por lo demás hay muy poca superficie disponible unos (180 m²) con el propósito de su propagación y para la investigación, también cuenta, con dos pequeños invernaderos de plástico que se utilizan solamente en verano.
Estos invernaderos situados en zona bioclimática ártica, tienen controladas rigurosamente tanto las temperaturas del terreno, y del aire así como las duraciones de la luz del día con iluminación artificial. La duración del día de invierno en las zonas tropical y la de lluvias en verano es de 12 horas y de 9 horas en las restantes zonas. 
La temperatura del terreno, cuando en el exterior está totalmente helado aquí se mantiene en niveles de 20 a 24 oC, de tal modo que las raíces se mantengan en buenas condiciones. También la temperatura del aire se reduce durante el invierno ártico, cuando la luz artificial es insuficiente para mantener un crecimiento intenso de las plantas, por lo que las plantas se mantienen en reposo y además se ahorra una gran cantidad de energía. 
- Colecciones al aire libre.

El terreno de exposición son unas tres hectáreas alrededor de los invernaderos, se exponen en 8 divisiones: 
- - Vegetales, bayas y frutas: 130 especies.
  - Hierbas aromáticas, y especias: 120 especies.
  - Plantas venenosas: 50 especies.
  - Plantas medicinales: 40 especies.
  - Por división sistemática (iniciada en 1989): 400 especies. Las plantas se disponen alrededor de un estanque de acuerdo a sus estados evolutivos, las plantas más primitivas se sitúan más cerca del estanque y las más evolucionadas se sitúan más alejadas del estanque.
  - Plantas decorativas: 300 especies.

- En colaboración con el ayuntamiento de la ciudad de Joensuu la universidad ha comenzado a formar un Arboretum de 73 hectáreas. Aquí se desarrollan unas 250 especies de una forma lo más parecida al medio natural, y unas 280 especies madereras están previstas que se planten en tres fases hasta llegar a 2140. Actualmente hay plantados unos 2000 especímenes con unas 100 especies correspondientes a la primera fase.

## Equipamientos
- Café Botania - Se puede comer en un descanso durante la visita.
- Boutique Botania - Se pueden comprar guías de naturaleza, e incluso semillas.
- Index Seminum. Listado de semillas disponibles del botánico que intercambia con otras instituciones similares del mundo.